# Schistura mahnerti
Schistura mahnerti är en fiskart som beskrevs av Kottelat, 1990. Schistura mahnerti ingår i släktet Schistura och familjen grönlingsfiskar. IUCN kategoriserar arten globalt som livskraftig. Inga underarter finns listade i Catalogue of Life.